# Martin Bohman
Martin Bohman (* 5. dubna 1980 Praha) je bývalý český bobista.
Na Zimní olympijské hry 2006 cestoval pouze jako náhradník. Startoval na ZOH 2010 a 2014, přičemž na obou akcích byl členem posádky čtyřbobu, jenž se umístil na shodně 16. místě. Na světových šampionátech dosáhl nejlépe 13. místa ve čtyřbobech na MS 2012, v letních startech 5. místa na MS 2007 (čtyřboby). Na mistrovstvích Evropy byl nejlépe devátý ve čtyřbobech na ME 2011.